# Nathan Twining

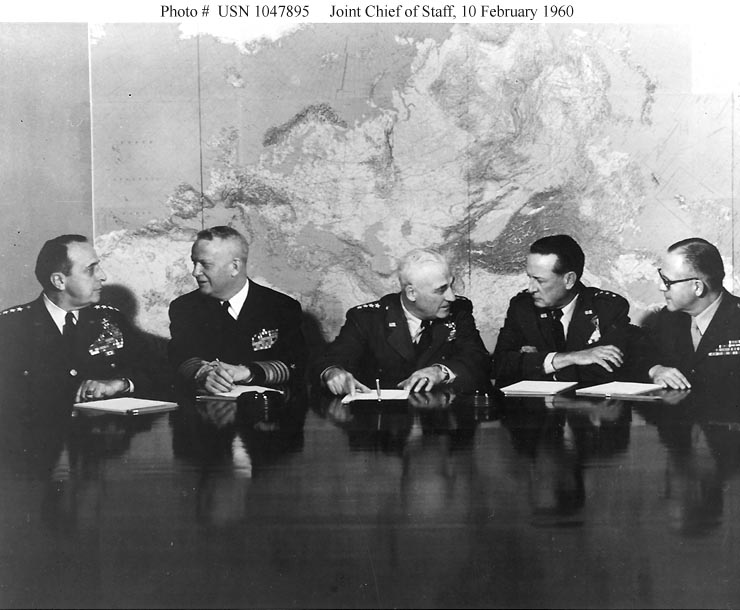
Kolegium Połączonych Szefów Sztabów,
10 lutego 1960
od lewej: gen. Lyman Lemnitzer – US Army, adm. Arleigh Burke – US Navy, gen. Nathan Twining – przewodniczący, gen. Thomas D. White – US Air Force oraz gen. David Shoup – US Marine Corps

Nathan Farragut Twining (ur. 11 października 1897 w Monroe w stanie Wisconsin, zm. 29 marca 1982 w San Antonio w stanie Teksas) – amerykański wojskowy, generał lotnictwa, szef sztabu Sił Powietrznych Stanów Zjednoczonych (1953–1957), przewodniczący Kolegium Połączonych Szefów Sztabów (1957–1960).

## Życiorys
Urodził się w miejscowości Monroe w stanie Wisconsin, w rodzinie mającej duże tradycje wojskowe, jego stryj Nathan Crook Twining był admirałem marynarki USA.
W 1916 wstąpił do wojska służąc jako podoficer w 3 Pułku Piechoty Oregonu (Gwardia Narodowa USA), pilnującego granicy z Meksykiem. W maju 1917 wstąpił do Akademii Wojskowej, którą ukończył w październiku 1918 otrzymując stopień podporucznika. Po ukończeniu akademii do czerwca 1919 był dowódcą kadetów w Akademii Wojskowej. W lipcu 1919 został skierowany do Europy do Korpusu Amerykańskiego w Niemczech.
We wrześniu 1919 wrócił do Stanów Zjednoczonych, gdzie służy w piechocie. W sierpniu 1923 rozpoczął naukę w szkole pilotów wojskowych w Brooks Field (Teksas), a następnie kontynuował naukę w szkole wyższego pilotażu w Kelly Field (Teksas). Po jej ukończeniu we wrześniu 1924 został instruktorem w szkole pilotów w Brooks Field. 16 listopada 1926 został oficjalnie przeniesiony z korpusu piechoty do lotnictwa i skierowany do bazy March Field w Kalifornii, gdzie był instruktorem pilotażu.
W lutym 1929 został przeniesiony do 18 Grupy Pościgowej stacjonującej na Hawajach, pełnił tam kolejno funkcje adiutanta, oficera personalnego i dowódcy 26 dywizjonu myśliwskiego. W 1932 został skierowany do bazy w Fort Crockett (Teksas), gdzie początkowo był dowódcą 90 dywizjonu myśliwskiego, a następnie 60 dywizjonu obsługi. Później pełni służbę w dowództwie centralnego obszaru lotniczego w Chicago i ponownie w Fort Crockett, gdzie był adiutantem 3 Grupy Myśliwskiej.
W latach 1935–1936 kształcił się w Szkole Taktycznej Korpusu Lotniczego, a później w Akademii Sztabu Generalnego, którą ukończył w 1939. Następnie pracował w sztabach lotniczych.
W lutym 1942 został mianowany szefem sztabu lotnictwa na południowym Pacyfiku, przekształconego następnie w 13 Armię Lotniczą. 25 czerwca 1943 został dowódcą taktycznym ogółu jednostek lotniczych wszystkich rodzajów sił zbrojnych działających na południowym Pacyfiku i było to pierwsze tego typu stanowisku w historii sił powietrznych USA.
W listopadzie 1943 został dowódcą nowo utworzonej 15 Armii Lotniczej we Włoszech, a już w styczniu 1944 został dowódcą lotnictwa strategicznego w basenie Morza Śródziemnego. 2 sierpnia 1945 został dowódcą 20 Armii Lotniczej na Pacyfiku, której samoloty zrzuciły bomby atomowe na Hiroszimę i Nagasaki.
Po zakończeniu II wojny światowej, w październiku 1945 został przeniesiony do Kwatery Głównej Lotnictwa Kontynentalnego, a w 1947 został dowódcą sił powietrznych na Alasce. W 1950 został przeniesiony do dowództwa sił powietrznych w Waszyngtonie. 30 lipca 1953 został szefem sztabu Sił Powietrznych Stanów Zjednoczonych i funkcję tę pełnił do 26 marca 1957. Został wtedy mianowany przez prezydenta Dwight D. Eisenhowera przewodniczącym Kolegium Połączonych Szefów Sztabów, funkcję tę pełni do 30 września 1960. Następnie przeszedł do pracy cywilnej.
Zmarł w bazie Lackland Air Force Base w San Antonio i został pochowany na Narodowym Cmentarzu w Arlington w stanie Wirginia.

## Odznaczenia
- USAF Command Pilot Wings
- Distinguished Service Medal – dwukrotnie
- Navy Distinguished Service Medal
- Legia Zasługi – dwukrotnie
- Distinguished Flying Cross
- Brązowa Gwiazda
- Air Medal – dwukrotnie
- Medal Pochwalny Armii (Army Commendation Medal)
- Mexican Border Service Medal
- World War I Victory Medal
- Army of Occupation of Germany Medal
- American Campaign Medal
- American Defense Service Medal
- Asiatic-Pacific Campaign Medal
- European-African-Middle Eastern Campaign Medal
- World War II Victory Medal
- Army of Occupation Medal
- National Defense Service Medal
- Order Zasługi (Egipt)
- Komandor Legii Honorowej (Francja)
- Kawaler Legii Honorowej (Francja)
- Komandor Narodowego Orderu Zasługi (Francja)
- Krzyż Wojenny (Francja)
- Krzyż Wielki Orderu Jerzego I (Grecja)
- Krzyż Wielki Orderu Feniksa (Grecja)
- Złota Gwiazda Partyzancka (Jugosławia)
- Order Zasługi dla Bezpieczeństwa Narodowego – Medal Gukseon (Korea Południowa)
- Wstęga Taeguk Orderu Zasług Wojskowych (Korea Południowa)
- Złoty Krzyż Zasługi z Mieczami (Polska)
- Wielka Wstęga Orderu Białego Słonia (Tajlandia)
- Honorowy Rycerz Komandor Order Imperium Brytyjskiego (Wielka Brytania)
- Krzyż Wielki Orderu Wojskowego Włoch (Włochy)
- i inne